# 11409 Horkheimer
11409 Horkheimer (1999 FD9) là một tiểu hành tinh vành đai chính được phát hiện vào ngày 19 tháng 3 năm 1999 bởi Đài thiên văn Lowell, là đài thiên văn chuyên tìm kiếm các vật thể gần Trái Đất. Nó được đặt tên của vinh danh Jack F. Horkheimer (b. 1938 d. 2010), là cực giám đốc chỉ huy của Miami Space-Transit Planetarium. Jack được biết đến nhiều nhất qua chương trình Jack Horkheimer: Star Gazer trên Tivi.